# Julien Torma

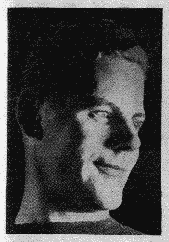

Julien Torma (Cambrai, 6 april 1902 - Tirol, 17 februari 1933) was een Franse schrijver, dramaturg en dichter. Bevriend met Max Jacob en Robert Desnos, nam hij zijdelings deel aan de bijeenkomsten en activiteiten van de surrealisten zonder daadwerkelijk lid te zijn van de groep. Hij was een groot kenner van de 'Pataphysique en Alfred Jarry. Zijn geschriften zijn postuum uitgegeven door het Collège de 'Pataphysique.

## Werken
Publications anthumes
- La Lampe obscure. 1919.
- Le Grand Troche. 1925.
- Coupures. 1926.
- Euphorismes. 1926.

Publications posthumes
- Lebordelamer. 1955.
- Le Bétrou. 1955.
- Porte Battante. 1963.
- Le Grabuge. 1998.
- Écrits définitivement incomplets. 2003.